# Love Child (singolo Diana Ross & The Supremes)
Love Child è un singolo del gruppo femminile statunitense Diana Ross & The Supremes, pubblicato nel 1968 dalla Motown.
Il brano, inserito nell'album omonimo, è stato scritto da R. Dean Taylor, Frank Wilson, Pam Sawyer e Deke Richards.

## Tracce
- 7"

1. Love Child
2. Will This Be the Day

## Cover
Tra i gruppo o gli artisti che hanno realizzato una cover del brano vi sono Sweet Sensation, Broadzilla, Heaven e La Toya Jackson.